# Karina Urbina
Karina Urbina fue una de las primeras activistas transexuales en manifestarse públicamente por sus derechos de identidad. Lideraba la organización TRANSDEVI (Transexuales por el Derecho a la Identidad y la Vida), junto a Yanina Moreno y Patricia Gauna. Participó en la primera marcha del Orgullo de Buenos Aires.
Karina es considerada la primera activista transexual de la Argentina y figura central en la década de los 90 por su lucha por el derecho a la identidad trans.

## Biografía
El 25 de marzo de 1982 se presentó a la justicia solicitando el reconocimiento de su identidad femenina.
En junio de 1989, recibe una sentencia en  contra de su pedido por parte de la Cámara Civil de Capital Federal y en diciembre de ese año, presenta un recurso de queja contra esa sentencia ante la Suprema Corte. También en este año presentó un proyecto de modificación de las leyes a Alberto Pierri, jefe de la bancada peronista, sin recibir respuesta.
El 7 de mayo de 1991, Karina se manifiesta frente al Congreso de la Nación Argentina exigiendo el reconocimiento legal del cambio de sexo y la derogación del artículo 91 del Código Penal, el cual penalizaba las cirugías de cambio de sexo, dando lugar así al primer acto público en reclamo de los derechos de las personas trans y a la fundación de TRANSDEVI. En este año, además confeccionó un proyecto de ley para permitir modificaciones corporales y reconocimiento de identidad; y se lo presentó a Eduardo Duhalde, quien presidía la Cámara de Diputados, contando con el apoyo de otros 62 funcionarios. Sin embargo proyecto no prosperó por el escaso interés de los legisladores en incursionar la temática.
Su caso no fue el único presentado en Argentina en ese entonces pero si el primero en llegar a la Corte Suprema de Justicia de la Nación en 1992. Aunque el tribunal no se expidió sobre la cuestión de fondo por considerar los plazos vencidos, los argumentos vertidos por los camaristas resultaron significativos para la lucha de la comunidad de travestis y transexuales hacia el derecho a su identidad y autodeterminación corporal.
Las protestas de Karina y TRANSDEVI frente al Congreso fueron apoyadas por organizaciones como la Comunidad Homosexual Argentina (CHA), Gays por los Derechos Civiles (GaysDC.), Abuelas de Plaza de Mayo, la Fundación Servicio, Paz y Justicia presidida por Adolfo Pérez Esquivel y la Delegación de Asociaciones Israelitas de Argentina, entre otras. Esta alianza estratégica entre distintos movimientos políticos y sociales sienta un precedente para los activismos de personas travestis y transexuales en Argentina.
Otro hecho destacado de la militancia de Karina, fue la activa participación de TRANSDEVI en la organización de la 1° Marcha del Orgullo Gay-Lésbico de Buenos Aires, en 1992. También en este año se convirtió en la primera transexual en llevar sus reclamos a la televisión, junto a Carlos Jáuregui en el programa televisivo de Mariano Grondona.
El 22 de mayo de 1993 Karina renuncia como socia honoraria de GaysDC, debido a diferencias políticas. En 1993, TRANSDEVI ya no figura como organización convocante de la 2° Marcha del Orgullo y en los años siguientes la participación de Karina con el movimiento LGBT se redujo, aunque aún vinculada a distintos tipos de participaciones como entrevistas, congresos, talleres, etc.
A partir de 1994, a través de TRANSDEVI se publicaba un boletín mensual titulado La Voz Transexual, el cual se plasmaban reflexiones y alianzas entre movimientos travestis y transexuales y entre otros temas como el aborto, anticlericalismo, antifascismo, transexualidad masculina, VIH, feminismos, etc. Siendo uno de los principales antecedentes en el registro de las problemáticas de la comunidad trans en Argentina.

## Reconocimientos
- El 28 de junio de 2016, recibe un diploma de parte de la Legislatura de la Ciudad Autónoma de Buenos Aires en reconocimiento a las personas organizadoras de la 1° Marcha del Orgullo Gay Lésbico en Argentina en 1992.[13][14]